# Jamaica nos Jogos Olímpicos de Verão de 2012
A Jamaica competiu nos Jogos Olímpicos de Verão de 2012, que aconteceram na cidade de Londres, no Reino Unido, de 27 de julho até 12 de agosto de 2012.

### 

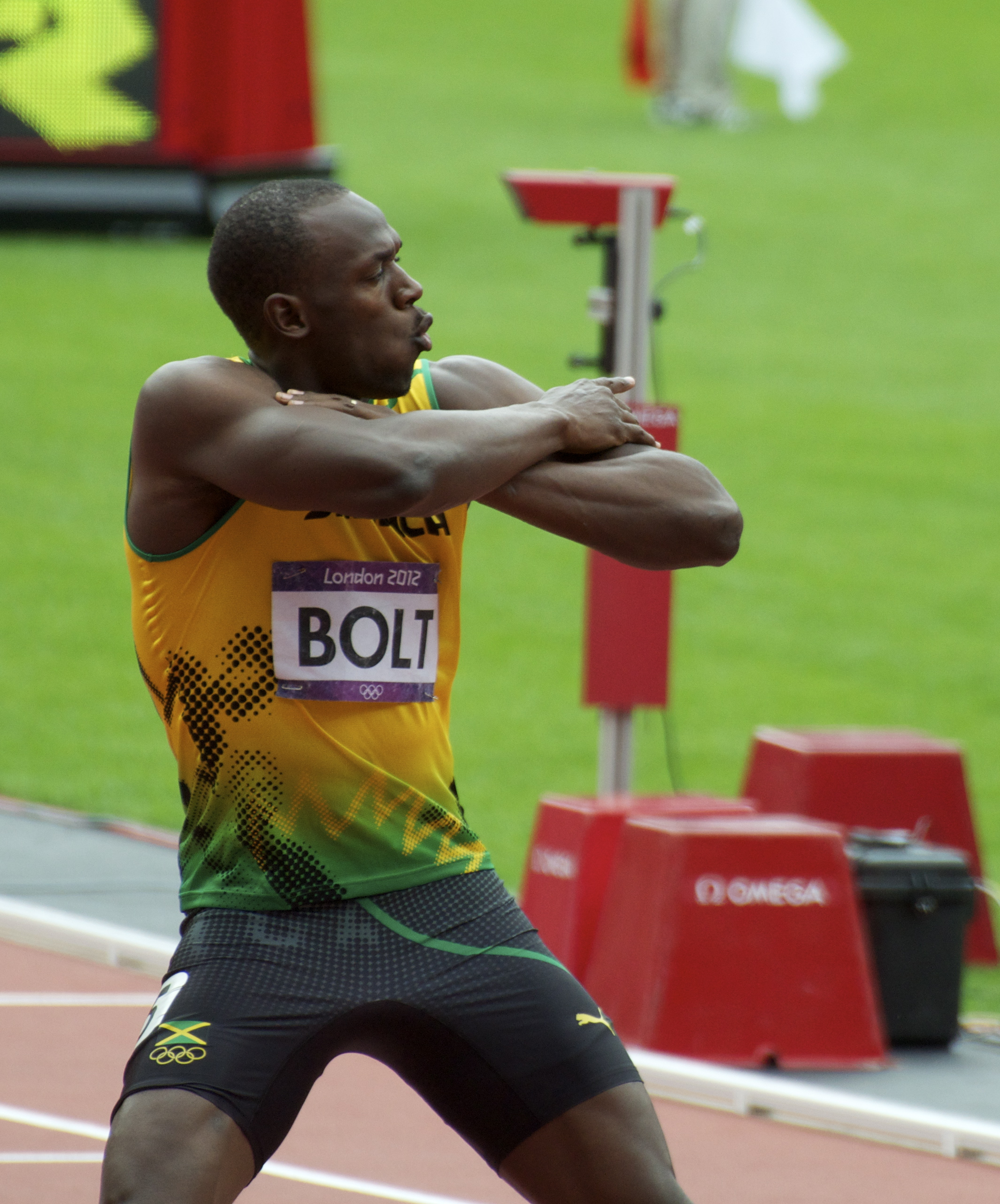
Usain Bolt depois de sua eliminatória nos 200 metros.

## Medalhas
| Atleta      | Esporte   | Evento          | Medalha |
| ----------- | --------- | --------------- | ------- |
| Usain Bolt  | Atletismo | 100 m masculino | Ouro    |
| Usain Bolt  | Atletismo | 200 m masculino | Ouro    |
| Yohan Blake | Atletismo | 100 m masculino | Prata   |
| Yohan Blake | Atletismo | 200 m masculino | Prata   |
| Warren Weir | Atletismo | 200 m masculino | Bronze  |

## Desempenho

### Atletismo
Masculino
| Atleta       | Evento | Preliminar | Preliminar | Quartas-de-final | Quartas-de-final | Semifinal | Semifinal | Final | Final            |
| Atleta       | Evento | Marca      | Posição    | Marca            | Posição          | Marca     | Posição   | Marca | Posição          |
| ------------ | ------ | ---------- | ---------- | ---------------- | ---------------- | --------- | --------- | ----- | ---------------- |
| Usain Bolt   | 100 m  | BYE        | BYE        | 10s08 Q          | 1º/bat. 4        | 9s87 Q    | 1º/bat. 2 | 9s63  | Medalha de ouro  |
| Yohan Blake  | 100 m  | BYE        | BYE        | 10s00 Q          | 1º/bat. 6        | 9s85 Q    | 1º/bat. 3 | 9s75  | Medalha de prata |
| Asafa Powell | 100 m  | BYE        | BYE        | 10s04 Q          | 1º/bat. 5        | 9s94 q    | 3º/bat. 1 | 11s99 | 8º               |

### Natação
Feminino
| Atletas       | Evento      | Eliminatórias | Eliminatórias | Semifinal                       | Semifinal   | Final       | Final       |
| Atletas       | Evento      | Tempo         | Posição       | Tempo                           | Posição     | Tempo       | Posição     |
| ------------- | ----------- | ------------- | ------------- | ------------------------------- | ----------- | ----------- | ----------- |
| Alia Atkinson | 100 m peito | 1min07s39 Q   | 10º           | 1min07s48 Swin-off: 1min06s79 Q | 8º          | 1min06s93   | 4º          |
| Alia Atkinson | 200 m peito | 2min28s77     | 27º           | Não avançou                     | Não avançou | Não avançou | Não avançou |

### Taekwondo
A Jamaica conseguiu vaga para uma categoria de peso, conquistada na qualificatória pan-americana, realizado em Querétaro, no México:
- mais de 80 kg masculino.

Legenda
| Recorde mundial      | Recorde mundial (World record)               |                       | Recorde africano                      | Recorde africano (African) |                                           | Q | Classificado por posição (Qualified) |
| Recorde olímpico     | Recorde olímpico (Olympic record)            | Recorde da América    | Recorde da América (Americas)         | q                          | Classificado por melhor tempo (Qualified) |   |                                      |
| Melhor marca do ano  | Melhor marca do ano (World leading)          | Recorde asiático      | Recorde asiático (Asian)              | DNS                        | Não largou (Did not start)                |   |                                      |
| Recorde nacional     | Recorde nacional (National record)           | Recorde europeu       | Recorde europeu (European)            | DNF                        | Não terminou (Did not finish)             |   |                                      |
| Recorde pessoal      | Recorde pessoal do atleta (Personal best)    | Recorde da Oceania    | Recorde da Oceania (Oceania)          | DSQ / DQ                   | Desclassificado (Disqualified)            |   |                                      |
| Recorde da temporada | Recorde da temporada do atleta (Season best) | Recorde sul-americano | Recorde sul-americano (South America) | NM                         | Sem marca (No mark)                       |   |                                      |